# Mesquianguegaser
Mesquianguegaser (em sumério: 𒈩𒆠𒉘𒂵𒊺𒅕; romaniz.: Mesh-ki-ang-gasher) foi um governador sumério e o fundador da primeira dinastia de Uruque e o pai de Enmercar, de acordo com a Lista de reis da Suméria. Como governador histórico, ele teria aparecido por volta do século XXVIII a.C. (2ª Idade do Bronze).
Em Eana, Mesquianguegaser, o filho de Utu, veio a se tornar en e depois lugal; governou por 324 (ou por 325) anos. Ele entrou no mar edesapareceu. Enmercar, o rei de Uruque, o qual construiu Uruque, tornou-se rei e governou por 420 anos. 
Eana foi um nome de um templo construído em Uruque a Inana. Na entrada havia Mesquianguegaser governando o castelo, no qual teria seu filho construído a cidade de Uruque, e havia se tornado o templo principal para seu deus protetor.
Ao contrário de seus sucessores Enmercar, Lugalbanda, Dumuzide e Gilgamés, Mesquianguegaser não é conhecido nas épocas ou na mitologia suméria, nem sequer dentro da Lista de reis da Suméria. Sua natureza como filho do Deus Sol, o fundador de uma grande dinastia e seus mistérios, desapareceu no mar dando a ele mais uma lenda mitológica. Seu filho Enmercar, também chamado "Filho de Utu" na mitologia suméria Enmercar e o Senhor de Arata, é creditado com a construção em um templo em Eridu e com a invenção da escrita cuneiforme.
No sistema de David Rohl de identificação de indivíduos na Idade do Bronze com personagens da Bíblia hebraica, Mesquianguegaser é identificado como Cuxe, pai de Ninrode.